# アンドレアス・ブーハラキス
アンドレアス・ブーハラキス（Andreas Bouchalakis、1993年4月5日 - ）は、ギリシャ・イラクリオン出身のプロサッカー選手。ヘルタ・ベルリン所属。ポジションはMF。

## 経歴

### エルゴテリス
地元クラブであるエルゴテリスFCのユースチームでプレーを始め、2011年5月19日にクラブと最初のプロ契約を結んだ。12月11日のドクサ・ドラマFC戦でトップチームデビュー。
2013年3月22日、国内強豪クラブのオリンピアコスFCが15万ユーロで保有権を買い取った。両クラブの取り決めでシーズン終了まではエルゴテリスでプレー。2013-14シーズンもレンタルの形でエルゴテリスに残留した。

### オリンピアコス
2014-15シーズンより正式にオリンピアコスの一員となった。2014年8月4日にアメリカで開催されたインターナショナル・チャンピオンズ・カップ・ACミラン戦では豪快なミドルシュートをたたき込み3-0の勝利に貢献した。しかしシーズンが始まると、負傷も重なって出場機会の確保に苦しんだ。

### ノッティンガム
2017年7月27日、ノッティンガム・フォレストFCと3年契約を結んだ。

### オリンピアコス復帰
2018年7月、オリンピアコスに復帰した。

### ヘルタ・ベルリン
2023年8月31日、ヘルタ・ベルリンに2年契約で移籍した。

## 所属クラブ
ユース
- エルゴテリスFC

プロ
- エルゴテリスFC 2011-2013
- オリンピアコスFC 2013-2017

→ エルゴテリスFC 2013-2014 (loan)
- ノッティンガム・フォレストFC 2017-2018
- オリンピアコスFC 2018-2023

→ コンヤスポル 2023 (loan)
- ヘルタ・ベルリン 2023-

## タイトル
オリンピアコス
- ギリシャ・スーパーリーグ: 2014-15, 2015-16, 2016-17, 2019-20, 2020-21, 2021-22
- キペロ・エラーダス: 2014–15, 2019-20